# Penang Open 1966
Die Penang Open 1966 im Badminton fanden Ende September 1966 in der Penang Chinese Girls High School in Penang statt.

## Sieger und Platzierte
| Disziplin    | Gold                      | Silber                          | Bronze                             |
| ------------ | ------------------------- | ------------------------------- | ---------------------------------- |
| Herreneinzel | Tan Aik Huang             | Ang Tjin Siang                  | Tjoa Tjong Boon                    |
| Herreneinzel | Tan Aik Huang             | Ang Tjin Siang                  | Yew Cheng Hoe                      |
| Dameneinzel  | Minarni                   | Rosalind Singha Ang             | Megah Idawati                      |
| Dameneinzel  | Minarni                   | Rosalind Singha Ang             | Tan Tjung Ing                      |
| Herrendoppel | Teh Kew San Yew Cheng Hoe | Ang Tjin Siang Rudy Nio         | Idris Kader Ismail Saud            |
| Herrendoppel | Teh Kew San Yew Cheng Hoe | Ang Tjin Siang Rudy Nio         | A. P. Unang Tjoa Tjong Boon        |
| Damendoppel  | Minarni Retno Koestijah   | Tan Tjung Ing Megah Idawati     | Rosalind Singha Ang Teoh Siew Yong |
| Damendoppel  | Minarni Retno Koestijah   | Tan Tjung Ing Megah Idawati     | Chong Yoon Choo Yap Hei Lin        |
| Mixed        | A. P. Unang Minarni       | Eddy Choong Rosalind Singha Ang | Tjoa Tjong Boon Megah Idawati      |
| Mixed        | A. P. Unang Minarni       | Eddy Choong Rosalind Singha Ang | Teh Kew San Loo Moon Choo          |